# Авала (алманах)
Авала (алманах) је објављен у две књиге, 1846. и 1847. године у Београду. Пун назив часописа је гласио Забавник за годину 1846. односно 1847. годину, од Јована Филиповића.

## Издавач
Уредник забавника био је Јован Филиповић, правник, на дужности архивара Књажевске канцеларије. Авала је штампана у "Књажевско-Српској Књигапечатњи". Свеске имају по 158 страна.

## Основне информације
Авала такорећи припада групи ауторских алманаха, јер је број других сарадника веома мали; само три прилога су потписана пуним именом, а два иницијалима. Сарадници су Илија Захаревић, директор Београдске гимназије са три прилога, Тома Живановић "столоначелник" са две објављене басне и Јован Ђ. Јефтимијевић, са једним преводом.
Авала представља публикацију карактеристичну за тај историјски период, са тежњом ка модернизацији и осавремењивању, у складу са друштвено-политичким животом Србије 40-тих година 19. века. Период владавине уставобранитеља носили су чиновници, правници који су уносили европске моделе у живот Србије, па и уређивали публикације тог доба и чинили њихове претплатнике. 